# HPRT1
HPRT1 (англ. Hypoxanthine phosphoribosyltransferase 1) – білок, який кодується однойменним геном, розташованим у людей на короткому плечі X-хромосоми. Довжина поліпептидного ланцюга білка становить 218 амінокислот, а молекулярна маса — 24 579.
| 10         |  | 20         |  | 30         |  | 40         |  | 50         |
| ---------- |  | ---------- |  | ---------- |  | ---------- |  | ---------- |
| MATRSPGVVI |  | SDDEPGYDLD |  | LFCIPNHYAE |  | DLERVFIPHG |  | LIMDRTERLA |
| RDVMKEMGGH |  | HIVALCVLKG |  | GYKFFADLLD |  | YIKALNRNSD |  | RSIPMTVDFI |
| RLKSYCNDQS |  | TGDIKVIGGD |  | DLSTLTGKNV |  | LIVEDIIDTG |  | KTMQTLLSLV |
| RQYNPKMVKV |  | ASLLVKRTPR |  | SVGYKPDFVG |  | FEIPDKFVVG |  | YALDYNEYFR |
| DLNHVCVISE |  | TGKAKYKA   |  |            |  |            |  |            |

A: Аланін

C: Цистеїн

D: Аспарагінова кислота

E: Глутамінова кислота

F: Фенілаланін

G: Гліцин

H: Гістидин

I: Ізолейцин

K: Лізин

L: Лейцин

M: Метіонін

N: Аспарагін

P: Пролін

Q: Глутамін

R: Аргінін

S: Серин

T: Треонін

V: Валін

Кодований геном білок за функціями належить до трансфераз, глікозилтрансфераз, фосфопротеїнів. 
Задіяний у такому біологічному процесі, як ацетилювання. 
Білок має сайт для зв'язування з нуклеотидами, іонами металів, іоном магнію. 
Локалізований у цитоплазмі.